# Макан (село)
Мака́н (рос. Макан, башк. Маҡан) — село у складі Хайбуллінського району Башкортостану, Росія. Адміністративний центр Маканської сільської ради.
Населення — 1288 осіб (2010; 1260 в 2002).
Національний склад:
- башкири — 78%